# Robert Lustig
Robert H. Lustig est un endocrinologue pédiatrique américain à l'Université de Californie, San Francisco (UCSF) où il est professeur de pédiatrie clinique. Il exerce dans le domaine de la neuroendocrinologie, avec un accent sur la régulation de l'équilibre énergétique par le système nerveux central. Il a aussi un intérêt spécifique pour l'obésité infantile.
Lustig est venu à l'attention du public à travers ses efforts pour établir que le fructose peut avoir des effets délétères graves sur la santé humaine (spécialement chez l'enfant) s'il est consommé en quantités excessives. Le 26 mai 2009, il a donné une conférence intitulée « Sucre : l'amère vérité » qui fut publiée sur YouTube en juillet suivant et est devenue « virale » avec plus de 25 millions de vues. Dans sa présentation, Lustig appelle le fructose un « poison » et compare ses effets métaboliques à ceux de l'éthanol.